# Ionactis
Ionactis là một chi thực vật có hoa trong họ Cúc (Asteraceae).

## Loài
Chi Ionactis gồm các loài: